# Lipovac (Rakovica)
Lipovac falu Horvátországban, Károlyváros megyében. Közigazgatásilag Rakovicához tartozik.

## Fekvése
Károlyvárostól 53 km-re délre, községközpontjától 4 km-re északkeletre, a Kordun területén fekszik.

## Története
1890-ben 394, 1910-ben 47 lakosa volt. Trianonig Modrus-Fiume vármegye Ogulini járásához tartozott. A horvát közigazgatási reform előtt Szluinhoz tartozott. 1991 és 1995 között a Krajinai Szerb Köztársaság része volt. 1995 augusztusában a Vihar hadművelet során szabadította fel a horvát hadsereg. 2011-ben a falunak 31 lakosa volt.

## Lakosság
| Lakosság változása | Lakosság változása | Lakosság változása | Lakosság változása | Lakosság változása | Lakosság változása | Lakosság változása | Lakosság változása | Lakosság változása | Lakosság változása | Lakosság változása | Lakosság változása | Lakosság változása | Lakosság változása | Lakosság változása | Lakosság változása |
| ------------------ | ------------------ | ------------------ | ------------------ | ------------------ | ------------------ | ------------------ | ------------------ | ------------------ | ------------------ | ------------------ | ------------------ | ------------------ | ------------------ | ------------------ | ------------------ |
| 1857               | 1869               | 1880               | 1890               | 1900               | 1910               | 1921               | 1931               | 1948               | 1953               | 1961               | 1971               | 1981               | 1991               | 2001               | 2011               |
| 0                  | 0                  | 0                  | 394                | 380                | 47                 | 126                | 119                | 174                | 172                | 184                | 107                | 0                  | 0                  | 18                 | 31                 |